# Comuna Prîvitne, Lokaci
Prîvitne (în ucraineană Привітне) este o comună în raionul Lokaci, regiunea Volînia, Ucraina, formată din satele Korîtnîțea și Prîvitne (reședința).

## Demografie
Componența lingvistică a satului Prîvitne
     Ucraineană (99,14%)
     Alte limbi (0,86%)
Conform recensământului din 2001, majoritatea populației satului Prîvitne era vorbitoare de ucraineană (99,14%), existând în minoritate și vorbitori de alte limbi.